# Mason Englert
Mason Alexander Englert (Forney, Texas, 1 de noviembre de 1999), más conocido como Mason Englert, es un jugador profesional estadounidense de béisbol que se desempeña en la posición de lanzador en Detroit Tigers, equipo de las Grandes Ligas de Béisbol (MLB).

## Carrera
En 2023, Englert hizo su debut en la MLB con el equipo Detroit Tigers, donde lleva jugando dos temporadas.